# Little Grass Valley
Little Grass Valley es un lugar designado por el censo situado en el condado de Plumas, California, Estados Unidos. Según el censo de 2020, tiene una población de 25 habitantes.

## Geografía
Little Grass Valley se encuentra ubicado en las coordenadas 39°43′N 120°57′O / 39.717, -120.950 (39.725246, -120.959073). Según la Oficina del Censo, la localidad tiene un área total de 25,9 km² (10,0 mi²), correspondientes en su totalidad a tierra firme.